# Sherman Gay
Sherman E. Gay jr., (Carson (California), 12 de julio de 1982) es un exjugador de baloncesto estadounidense con nacionalidad jamaicana. Con 2.01 de estatura, su puesto natural en la cancha era el de alero.

## Trayectoria
Se formó en Loyola Marymount Lions (2000-2004) en la NAIA y tras no ser elegido en draft de la NBA de 2004, se marcha a Francia para debutar como profesional en las filas del JL Bourg-en-Bresse de la PRO A, la segunda división francesa.
Más tarde, disputaría gran parte de su trayectoria profesional en el baloncesto europeo, en clubes de Francia y Finlandia.
En 2017 formaría parte de la plantilla de Bucaneros de La Guaira durante unos meses, antes de volver al baloncesto europeo.
En 2017 firma con el Crailsheim Merlins alemán con el que ascendería en la temporada 2017-18, de Pro A a Basketball Bundesliga. En la temporada 2018-2019 juega en Basketball Bundesliga realizando unos grandes promedios de anotación y siendo uno de los jugadores más destacados.